# Veladero (generador eólico)

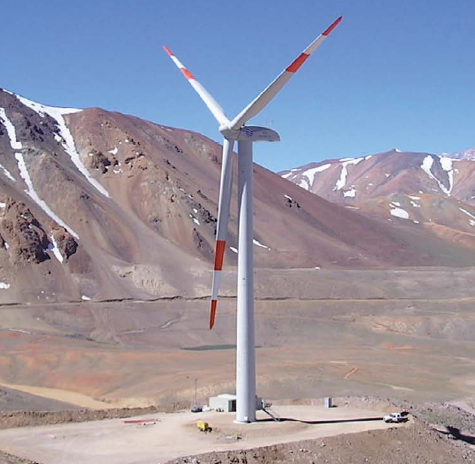
Aerogenerador de Veladero.

El generador eólico de Veladero es un aerogenerador ubicado a 4100 metros de altitud, en la provincia argentina de San Juan. Es el generador eólico instalado a la mayor altura del mundo unos 4100 metros sobre el nivel del mar; el segundo molino en esta categoría se eleva 2800 metros sobre el nivel del mar, y se encuentra en Suiza.
El aerogenerador de Veladero está instalado en plena región cordillerana y alimenta las instalaciones de Barrick Gold, utilizando vientos de hasta 220 km/h. Este modelo fue especialmente construido para resistir las extremas condiciones climáticas, que incluyen nevadas intensas y bajas temperaturas. El diseño fue modificado para compensar la baja densidad del aire en alturas de montaña, y tiene capacidad para producir hasta 2 megavatios.
El generador consiste en una torre de 60 metros de altura con un rotor de 8 metros de diámetro y aspas de 40 metros. Este es un prototipo experimental, debido a que este tipo de equipos nunca han sido probados en condiciones atmosféricas y climáticas extremas como las de Veladero. Allí, la baja presión del aire y los fuertes vientos brindan un interesante escenario de investigación, pruebas y ajuste de variables.
El molino varía su producción en función de la velocidad del viento. Su gran sensibilidad hace que comience a operar con brisas de 4 m/s (14 k/h), llegando a su potencia nominal con vientos de 14 m/s (50 k/h). El límite máximo son 25 m/s (90 k/h). En este caso, para evitar daños en el generador, el sistema cuenta con un freno aerodinámico que varía la posición de las aspas y de la barquilla (cápsula donde se encuentra la maquinaria, en el extremo superior de la torre) hasta detener por completo el rotor.

## Construcción y traslado
El aerogenerador D82 fue construido en Hamburgo (Alemania) y transportado 12 000 km en barco desde el puerto de esa ciudad hasta el Puerto de Zárate. Una vez en Argentina, recorrió 1140 km en convoy de camiones hasta San Juan. El transporte estaba distribuido en ocho camiones especiales: unos con los tramos de la torre; otros con las tres aspas, y dos más destinados a la barquilla, el cubo y los gabinetes de instrumentos. Los 350 km finales entre Tudcum y Veladero, en pleno camino minero, hicieron necesario que las piezas fueran elevadas con grúas para evitar roces con las irregularidades del terreno.
Antes de la llegada de los componentes a Veladero, se construyó la base de hormigón armado, de acuerdo a los requerimientos del fabricante. Una vez dispuestos los materiales, fue necesario ensamblar una grúa con 350 toneladas de capacidad y 87 metros de altura —llegó desarmada en 25 carretones— para montar las partes del molino.

## Funcionamiento
Mediante dos computadoras gemelas, una ubicada en la barquilla y otra en la base de la torre, el molino es controlado en tiempo real. El generador cuenta con un sistema de monitoreo permanente en cada parámetro de funcionamiento: desde la posición de las aspas, para conseguir el máximo rendimiento energético, hasta la regularidad de la frecuencia en la energía producida. Los datos provienen de distintos tipos de sensores, entre ellos, dos estaciones meteorológicas idénticas situadas en el exterior de la barquilla, que miden la velocidad y dirección del viento y la temperatura ambiente. Toda esta información es transmitida por fibra óptica al centro de control en Veladero y a las oficinas del fabricante, en Alemania, desde donde se pueden operar todos los procesos del molino de manera remota.
Con un costo de USD 8,5 millones, el prototipo de Veladero es uno de los aerogeneradores más grandes que se fabrican actualmente. Este modelo D8.2, fue desarrollado por la firma británica SeaWind, con el diseño de la firma Ferdinand Porsche AG, y fue fabricado por la empresa alemana DeWind.